# Justin Gilbert
(en) Statistiques sur pro-football-reference
Justin Gilbert, né le 7 novembre 1991 à Huntsville, Texas, est un joueur américain de football américain évoluant au poste de cornerback pour les Browns de Cleveland. Après une carrière universitaire aux Cowboys d'Oklahoma State, il est recruté au 1er tour de la Draft 2014 de la NFL, à la 8e position au total.

## Études et Carrière amateur

### Carrière lycéenne
Il commence sa carrière sportive au lycée  de Huntsville (Texas). Il y pratique l'athlétisme, décrochant des titres de champion en réalisant lors de sa dernière année une performance de 10.68 au 100 mètres à Austin et 21.59 au 200 mètres.
Il joue également dans l'équipe de football américain, au poste de defensive back puis de quarterback. Lors de sa dernière année, il réalise ainsi un total de 1 000 yards à la course, 800 à la passe et 9 touchdowns.
Il est alors classé avec 4 étoiles par le site Rivals.com et intègre l'université d'État de l'Oklahoma en 2010.

### Carrière universitaire
Lors de sa première saison pour les Cowboys d'Oklahoma State, en 2010, il est remplaçant au sein de la défense (en tant que defensive back) et kick returner (retourner de coup de pied) de l'escouade spéciale. Il réalise 18 tackles, retourne 2 coups de pied pour touchdowns, et est nommé dans l'équipe-type des freshmen de la saison au niveau national par le site Rivals.com.
Lors de sa seconde saison, en 2011, il réalise 48 tackles, 5 interceptions et retourne à nouveau 2 coups de pied pour touchdowns. Il décroche également le titre de meilleur joueur (MVP) défensif lors du Fiesta Bowl 2012 où les Cowboys, 3e de la saison régulière, gagnent le prestigieux bowl aux dépens des Cardinal de Stanford.
Il améliore encore ses performances avec 53 tackles et 1 touchdown lors de la Saison 2012 et décide d'effectuer sa quatrième année plutôt que de profiter de son éligibilité à la Draft 2013 de la NFL. Lors de sa dernière saison, il établit un nouveau record de la Conférence (la Big 12 Conference) avec 6 touchdowns sur retour de coup de pied. Ces performances lui valent d'être finaliste du Jim Thorpe Award et d'être aussi sélectionné dans l'équipe-type de la Big 12 et l'équipe-type nationale (Unanimous All-America).

## Carrière professionnelle
Lors de la Draft 2014, il est sélectionné par les Browns de Cleveland au 1er tour, à la 8e place au total.

### Saison 2014
À sa première année dans la NFL, il débute deux matchs et il participe à 14 matchs. Il cumule 25 tacles, 8 passes déviées et une interception. Il réalise sa première interception en carrière le 7 décembre 2014 contre les Colts d'Indianapolis.

## Autres
Lors de la saison 3 de Scorpion il fait une apparition en interprétant le rôle d'un policier lors de l'épisode 21.